# Кетопрак (страва)
Кетопра́к (індонез. ketoprak) — страва індонезійської кухні. Являє собою подібність салату: суміш смаженого тофу, рисової локшини, нарізаних брикетів вареного рису, проростків сої, різних овочів та деяких інших продуктів, залитих арахісовим соусом.
Має декілька варіацій. Особливо популярна на західній частині острова Ява, у тому числі в столиці країни Джакарті.

## Походження та поширення

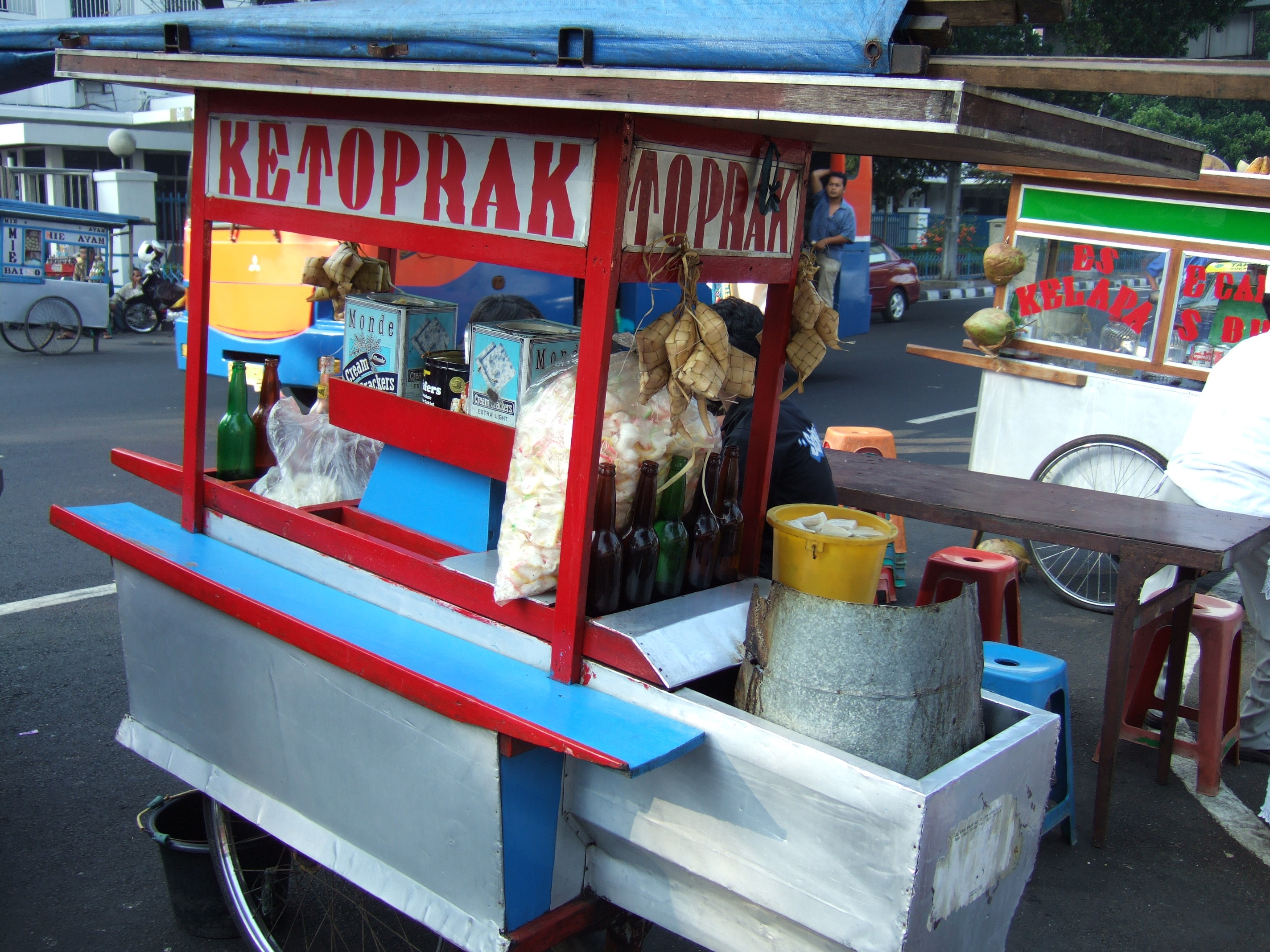
Візок джакартського торговця кетопраком. Зліва видно в'язки кетупатів і пакет з крупуком

Назва страви має бетавське походження. Воно омонімічне назві музично-драматичного жанру, що склався на Яві на початку XX століття, в якому розмовні діалоги поєднуються з пантомімою, танцями, співом та грою гамелану. Його етимологія є спірною: за однією з розхожих версій, воно являє собою ономатопею, що передає звук, що виникає при перемішуванні інгредієнтів цієї страви.
Кетопрак є відносно нещодавнім кулінарним винаходом. У його походженні простежується вплив китайської кухні, традиційно сильний в Індонезії — саме у місцевих китайців корінними індонезійцями було перейнято виготовлення та вживання в їжу локшини, зокрема рисової. Окремі джерела взагалі класифікують його як китайську страву.
Страва вважається кулінарним спеціалістом Джакарти. Вона також дуже популярна за межами індонезійської столиці, зокрема у західній та центральній частинах острова Ява.. Крім того, ця страва має деяке поширення за межами країни — зокрема, в Нідерландах, які з колоніальних часів зберігають досить тісні соціокультурні зв'язки з Індонезією. Там практика приготування кетопраку не обмежується місцевими ресторанами індонезійської кухні: він, наприклад, є в меню нідерландської авіакомпанії KLM.

## Приготування

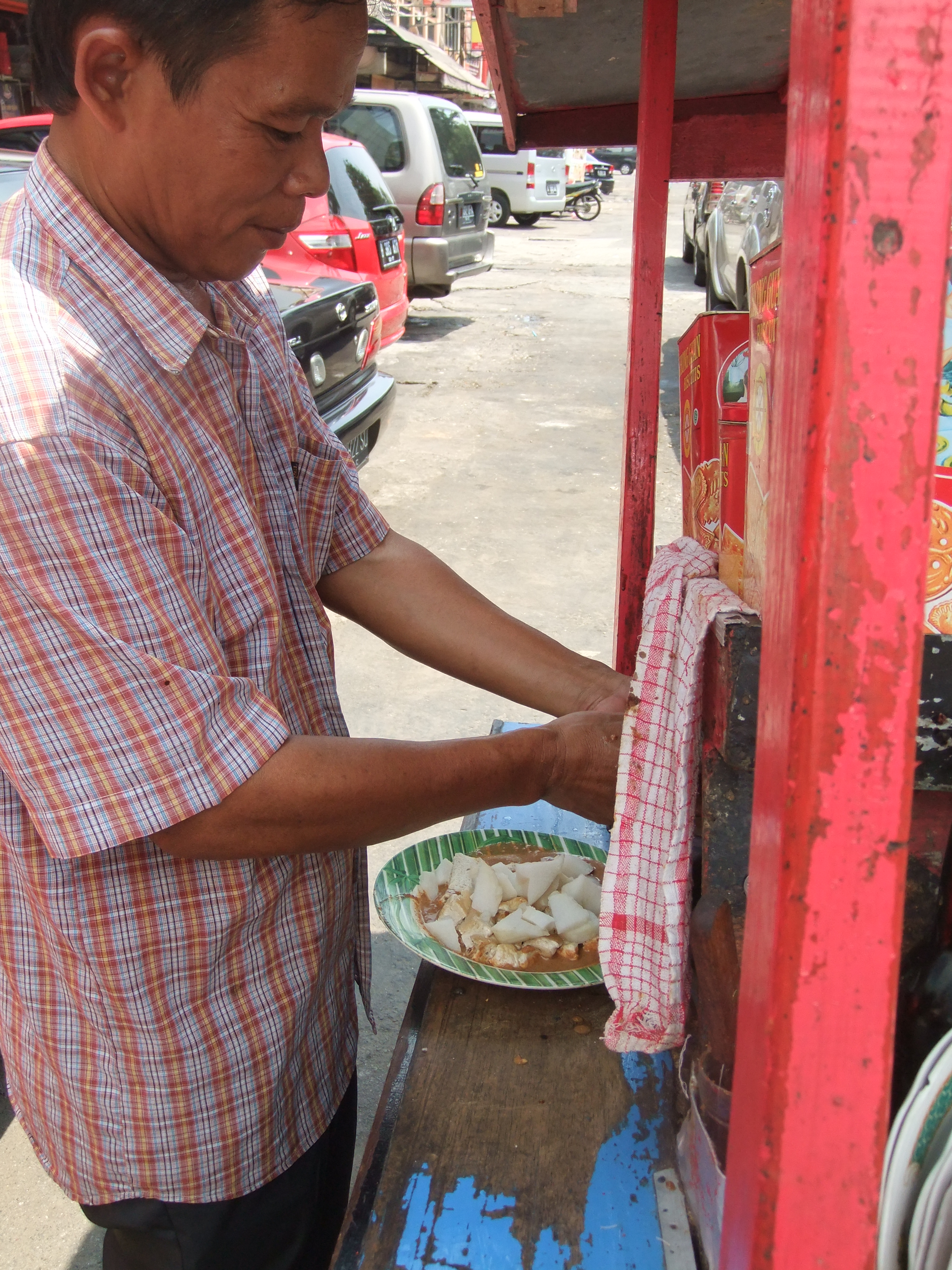
Приготування кетопраку вуличним рознощиком. Джакарта

Представляючи собою суміш різних готових інгредієнтів, залиту соусом, кетопрак є деякою подобою європейського салату. Його основними компонентами служать рисова локшина, тофу, проростки сої і лонтонг або кетупат — рис, зварений традиційним індонезійським способом в обгортці з бананового листя (перша страва це прямокутний брикет рису, що обертається перед варінням обплетенням з вузьких смужок пальмового листя, друга — довгаста рисова ковбаска, що обертається цілим банановим листям). Крім того, в кетопрак часто додається варене яйце — куряче або качине, а також овочі — зазвичай огірок, капуста або селера.
Кетопрак зазвичай готується у порційному обсязі. Локшина використовується у вареному вигляді. Лонтонг чи кетупат, очищений від обплетення, нарізається невеликими шматочками. Тофу, також нарізаний, обсмажується в олії, іноді в борошняному паніруванні. Соєві проростки зазвичай ошпарюються окропом, овочі йдуть у хід у сирому вигляді. Огірок і стебло селери нарізаються скибочками, капуста шаткується. Яйце — як правило, не більше одного на порцію — традиційно прийнято розрізати на половинки або четверті. Існує також досить рідкісний варіант кетопраку, в якому замість вареного яйця використовується яєчня або омлет з одного яйця — подібне практикується, зокрема, в західнояванському місті Чиребон.

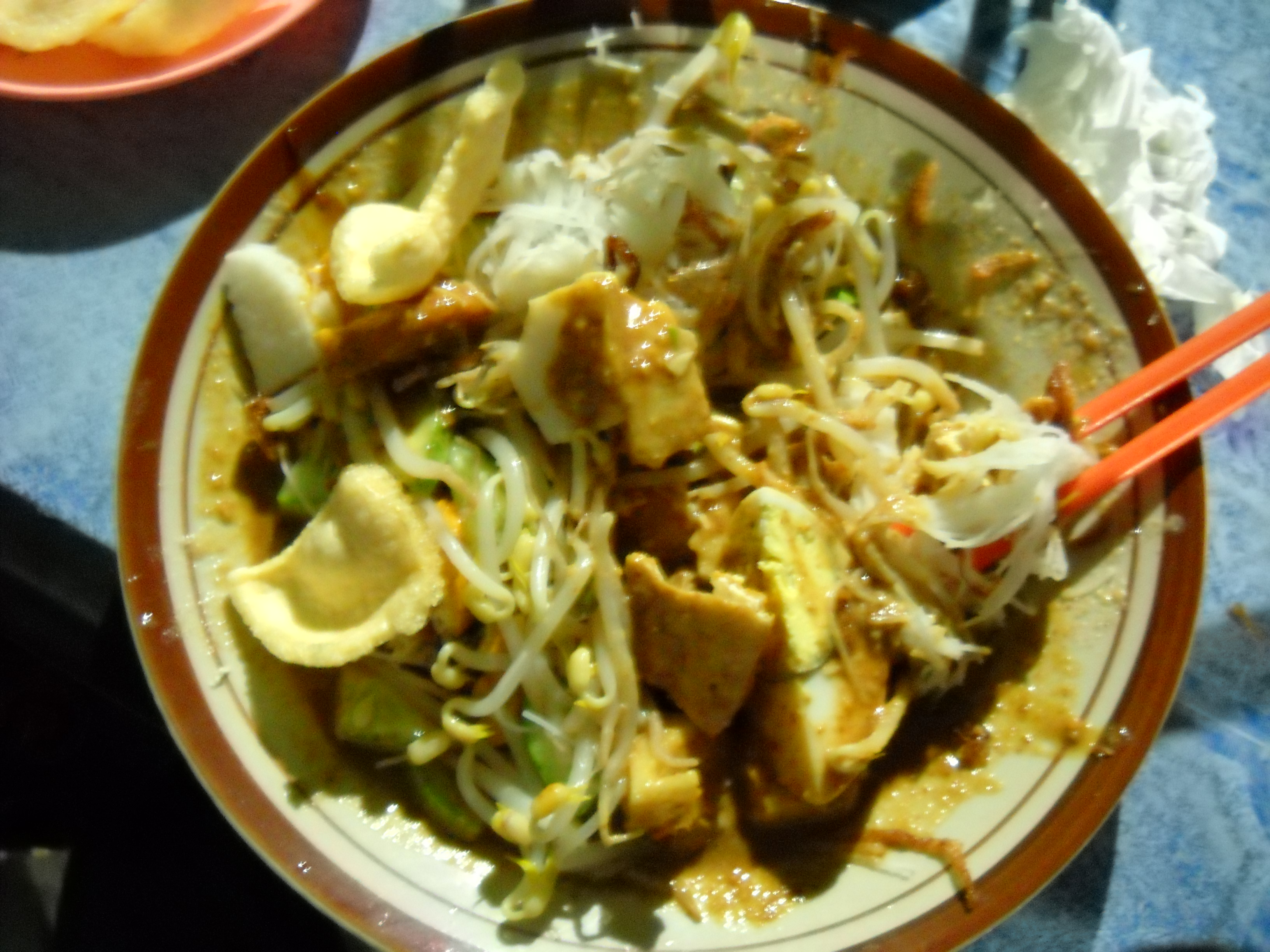
Кетопрак з яйцем, огірком та крупуком

Після змішування компонентів страви в тарілці або мисці вони рясно заливаються арахісовим соусом. Основою останнього служить подрібнений арахіс, смажений в арахісовій пасті з різними додатковими інгредієнтами: соєвим соусом або кокосовим молоком, соком лайму або лимону, кокосовим цукром, часником, червоним перцем, тамариндом, імбиром та іншими спеціями. У готовому вигляді він є густою рідиною коричневого кольору.. Крім арахісового соусу для заправки страви досить часто використовується солодкий соєвий соус — приправа, що користується в Індонезії особливою популярністю і виробляється промисловим способом зі звичайного соєвого соусу і пальмового цукру.
Вже заправлений соусом кетопрак, як правило, посипається крупуком і, рідше, подрібненою смаженою ріпчастою цибулею або цибулею шалот. Іноді пластинки крупуку кладуться не поверх страви, а поряд з нею, на краю тарілки.
«Салатна» композиція та заправка арахісовим соусом ріднять кетопрак з іншою популярною стравою індонезійської кухні — гадо-гадо. Однак різниця між ними дуже суттєва: основу останньої складають овочі, які в кетопраку можуть бути лише додатковим другорядним інгредієнтом. Крім того, в гадо-гадо ніколи не присутня локшина, а тофу і проростки сої — неодмінні складові кетопраку — використовуються лише в деяких варіаціях цієї страви.

## Подача та вживання
Кетопрак часто готується в домашніх умовах, проте найвідоміший як страва вуличної кухні. У Джакарті та багатьох інших яванських містах він подається в численних недорогих забігайлівках, що спеціалізуються на місцевій кухні, а також готується вуличними рознощиками, що курсують міськими вулицями зі спеціально обладнаними візками. Традиційно арахісовий соус для кетопраку готується безпосередньо перед заправкою страви, її гострота та деякі смакові нюанси можуть змінюватись за бажанням замовника.
Серед мешканців індонезійської столиці існує традиція вживання кетопраку на сніданок, проте багато хто їсть його і в денний, і у вечірній час. Кетопрак практично завжди їдять відразу після приготування, поки локшина та смажене тофу ще не охолонули.